# Tachtojamsk
Tachtojamsk (ros. Тахтоямск) – wieś w Rosji, w obwodzie magadańskim, w rejonie olskim. W 2021 liczyła 201 mieszkańców.